# Ahmed Hassan
Ahmed Hassan Ahmad (født 1. januar 1997) er en dansk fodboldspiller, med kurdiske rødder, der spiller som angriber i fodboldklubben Næstved Boldklub.